# Симоненко, Павел Романович
Па́вел Рома́нович Симоне́нко (1920—1976) — старшина Советской Армии, участник Великой Отечественной войны, полный кавалер ордена Славы.

## Биография
Павел Романович Симоненко родился 21 января 1920 года в посёлке Благодатное (ныне — Волновахский район Донецкой области). После окончания десяти классов школы работал учителем в школе. В 1940 году Симоненко был призван на службу в Рабоче-Крестьянскую Красную Армию.
С 26 июня 1941 года — на фронтах Великой Отечественной войны. Участвовал в Сталинградской битве, освобождении Донбасса, Крыма, Прибалтики. К весне 1944 года воевал автоматчиком в роте автоматчиков 91-го гвардейского стрелкового полка 33-й гвардейской стрелковой дивизии 11-го гвардейского стрелкового корпуса. Неоднократно отличался в боях. Так, 26 апреля 1944 года при штурме вражеских укреплений у села Бельбек (ныне — Фруктовое в черте Севастополя) Симоненко первым ворвался в немецкую траншею, а затем, закрепившись на занятом рубеже, отразил вражескую контратаку. В тот день он лично уничтожил 14 вражеских солдат. За это он был удостоен ордена Славы 3-й степени.
В ночь с 7 на 8 мая 1944 года на подступах к Севастополю Симоненко подобрался к вражескому доту и автоматным огнём уничтожил находившихся в ней немецких солдат, дав основным силам продвинуться вперёд. За это он был награждён орденом Славы 2-й степени.
29 июля 1944 года в районе местечка Гринкишкис в Литовской ССР Симоненко обнаружил скопление вражеских войск, пытавшихся переправиться через реку Шушве. Вместе с группой автоматчиков он открыл шквальный огонь по ним, заставив отступить. В том бою он лично уничтожил 4 солдат противника. 19 августа 1944 года на подступах к населённому пункту Гальведишкис он вновь участвовал в отражении немецкой контратаки, уничтожив 9 вражеских солдат. 24 марта 1945 года Указом Президиума Верховного Совета СССР гвардии красноармеец Павел Романович Симоненко был удостоен ордена Славы 1-й степени.
Участвовал также в боях в Восточной Пруссии. В 1946 году в звании старшины был демобилизован. Проживал в посёлке Владимировка Волновахского района Донецкой области, работал учителем в местной школе. В 1963 году окончил Бердянский государственный педагогический институт. Умер 31 декабря 1976 года, похоронен на кладбище посёлка Благодатное Волновахского района Донецкой области.

## Награды
- Орден Славы 1-й степени (24.03.1945);
- Орден Славы 2-й степени (03.06.1944);
- Орден Славы 3-й степени (05.05.1944);
- Медали.